# Guadalupe (Nuevo León)
Guadalupe  è una municipalità dello stato del Nuevo León, nel Messico, il cui capoluogo è la località omonima.
È localizzata nell'area urbana di Monterrey. Venne fondata il 4 gennaio 1716, ed è per popolazione la seconda città dello stato, dopo Monterrey e davanti a San Nicolás de los Garza, con la quale confina.